# 臣民の道
『臣民の道』（しんみんのみち）は、1941年（昭和16年）7月の第3次近衛内閣時に文部省教学局より刊行された平沼騏一郎の著作である。欧米の個人主義思想を否定し、ただ国体の尊厳を観念として心得るだけでなく、国家奉仕を第一とする「臣民の道」を日常生活の中で実践する在り方を説いている。

## 内容
1937年に文部省より刊行された「国体の本義」と並ぶ正統的国体論であり、教育勅語の忠君愛国精神を強くかつ詳細に具現化したものと言える。
第一章の「世界新秩序の建設」では世界市場の秩序転換と大東亜共栄圏構築について述べ、その指導者として世界を道義的に再建する使命、挙国一致体制・高度国防国家の重要性を説いている。その中で個人主義・自由主義・功利主義・唯物主義を否定するに留まらず、「ナチス主義・ファッショ主義の勃興」を「個人主義･自由主義等の幣を打開し匡救せんとしたもの」とし、こうした新しい潮流に関心を抱くことは「西洋文明の將來、ひいては新文化創造の動向を示唆するものとして注目すべきことである」というように、ドイツやイタリアへの協調姿勢から民族主義・全体主義を受け入れる様子が把握できる。総力戦体制の早急な整備が必要であるとしていることから、対英米開戦を前提としていることもうかがえる。
第二章の「國體と臣民の道」では刊行前年の皇紀2600年記念祝典に関連し、古事記など様々な史料を引用して神国たる所以や忠君について述べている。それを踏まえ「臣民の道の實踐に於いて億兆これ一でなければならぬ」として万民の一心同体を強調し、徹底した家族国家観のもと「我等はまた大御心を奉體し、父祖の心を繼ぎ、各々先だつて憂へ後れて樂しむ心掛けを以つて率先躬行し、愈々私を忘れ和衷協同して、不斷に忠孝の道を全うすべきである」と説いている。実践すべきとする具体例は第三章にあるが、「国体の本義」がその基となっている。

## 第三章での実践的論説
- 皇国臣民としての修練

- 国民生活

- 家族国家観

- 支配的自然観の否定

- 職分奉公